# Димитар Ларгов
Димитар Симеонов Ларгов (болг. Димитър Симеонов Ларгов, 10 вересня 1936 — 26 листопада 2020) — болгарський футболіст, що грав на позиції захисника.
Виступав, зокрема, за клуб «Славія» (Софія), а також національну збірну Болгарії.

## Клубна кар'єра
У дорослому футболі дебютував 1953 року виступами за команду клубу «Септевмрі».
1955 року перейшов до «Славії» (Софія), кольори якої і захищав протягом усієї наступної кар'єри гравця, що тривала ще тринадцять років.

## Виступи за збірну
1959 року дебютував в офіційних матчах у складі національної збірної Болгарії.
У складі збірної був учасником чемпіонату світу 1966 року в Англії. На «мундіалі» взяв участь в одному матчі — програній з рахунком 1:3 зустрічі зі збірною Угорщини, яка стала його останньою офіційною грою за болгарську збірну. Загалом протягом кар'єри у національній команді, яка тривала 8 років, провів у формі головної команди країни 20 матчів.